# Thoiry (Ain)
Thoiry ist eine französische Gemeinde im Département Ain in der Region Auvergne-Rhône-Alpes.

## Geographie
Thoiry liegt auf 496 m über dem Meeresspiegel, etwa 14 Kilometer westnordwestlich der Stadt Genf (Luftlinie). Das ehemalige Bauerndorf erstreckt sich im Pays de Gex an aussichtsreicher erhöhter Lage am Fuß des Juras unterhalb des Crêt de la Neige, bei der Quelle der Allemogne, am nordwestlichen Rand des Genfer Beckens nahe der Staatsgrenze zur Schweiz.
Die Fläche des 28,93 km² großen Gemeindegebiets umfasst einen Abschnitt des Pays de Gex. Das Gebiet zerfällt in zwei naturräumlich sehr unterschiedliche Teile. Der südöstliche Teil wird von der fruchtbaren Ebene am Jurafuß eingenommen, wobei die östliche Grenze entlang dem Allondon verläuft. Dieser fließt mit mehreren Windungen in einem leicht in die Ablagerungen des eiszeitlichen Rhonegletschers eingetieften Tal. Von rechts nimmt er die Allemogne auf, die mit einer Karstquelle am Jurafuß bei Thoiry entspringt. Vom Flusslauf reicht der Gemeindebann nach Westen auf das Plateau des Pays de Gex, das sanft gegen den Jura hin ansteigt. Die südliche Abgrenzung bildet dabei der Taleinschnitt des Ruisseau de Fénières.

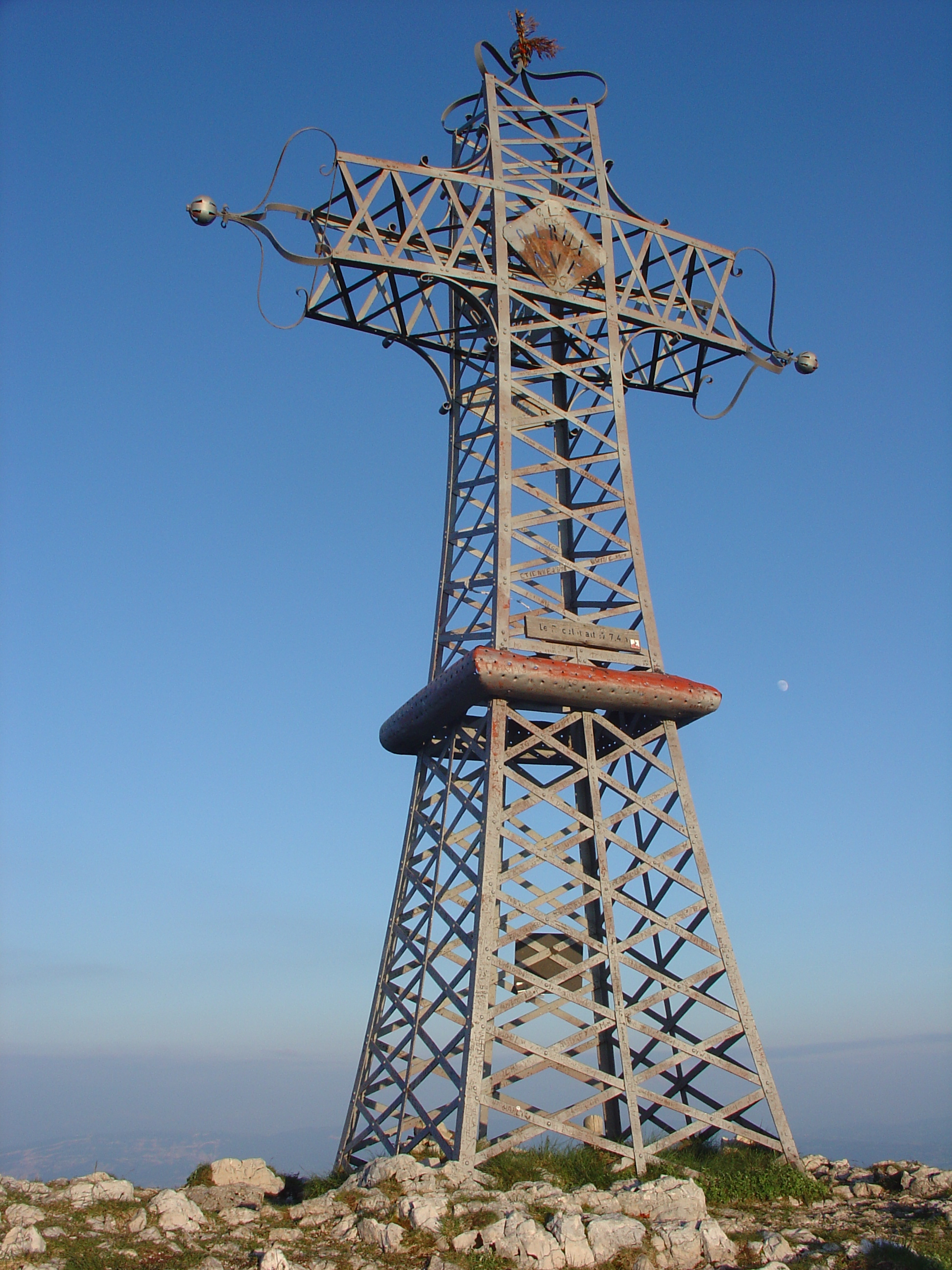
Kreuz auf dem Reculet

Nach Westen erstreckt sich das Gemeindeareal über den steilen, dicht bewaldeten Hang bis auf den breiten Kamm der vordersten Jurakette. Durch verschiedene Erosionsrinnen wird der Hang untergliedert, doch die eigentlichen Fließgewässer entspringen erst am Jurafuß. Auf dem Gemeindegebiet von Thoiry liegen mit dem Crêt de la Neige (1720 m) und dem Reculet (1717 m) die beiden höchsten Gipfel des Juragebirges. Oberhalb von rund 1500 m befinden sich ausgedehnte Bergweiden, die jedoch auch von typischen Karsterscheinungen wie Dolinen und unwegsamen Karrenfeldern durchsetzt sind. Der Westteil des Gemeindegebietes ist Teil des Regionalen Naturparks Haut-Jura (frz.: Parc naturel régional du Haut-Jura).
Zu Thoiry gehören neben dem ursprünglichen Ort auch verschiedene Dörfer, Weiler und Neubausiedlungen, nämlich:
- Allemogne (502 m) am Fuß des Crêt de la Neige bei der Quelle der Allemogne
- Baizenas (488 m) am Jurafuß
- Fénières (504 m) am Fuß des Reculet

Nachbargemeinden von Thoiry sind Saint-Jean-de-Gonville im Süden, Chézery-Forens im Westen, Lélex und Sergy im Norden, Saint-Genis-Pouilly im Osten sowie die schweizerischen Gemeinden Satigny und Dardagny im Südosten.

## Geschichte
Das Gemeindegebiet von Thoiry war schon sehr früh besiedelt. Es wurden Fundstücke aus dem Neolithikum entdeckt sowie zahlreiche Gegenstände (Werkzeug, Keramik, Ziegel), welche auf eine römische Siedlung schließen lassen. Zu dieser Zeit wurde auch ein Steinbruch ausgebeutet.
Erstmals urkundlich erwähnt wird Thoiry im Jahr 1301 unter dem Namen Thoyrie. Im Lauf der Zeit wandelte sich die Schreibweise über Thoyriacum (1337), Thoyrier (1397), Thoyriez (1528), Toiry (1670) und Toirier (18. Jahrhundert) zum heutigen Namen. Der Ortsname geht auf den gallorömischen Geschlechtsnamen Torius zurück und bedeutet so viel wie Landgut des Torius (Toriacum).
Seit dem Mittelalter bildete Thoiry eine eigene kleine Herrschaft. Im 14. Jahrhundert kam das Dorf unter die Oberhoheit der Grafen von Savoyen. Danach teilte Thoiry die wechselvolle Geschichte des Pays de Gex, mit dem es nach Abschluss des Vertrages von Lyon 1601 endgültig an Frankreich gelangte. Das Dorf lag stets am Verkehrsweg von Bellegarde entlang dem Jurafuß nach Genf, bis diese Handelsstraße um 1750 weiter in die Ebene hinaus verlegt wurde.
Am 17. September 1926 fand in Thoiry ein deutsch-französisches Versöhnungstreffen zwischen Aristide Briand und Gustav Stresemann statt.
1930 trafen sich im gleichen Hotel Leger Albert Einstein und Marie Curie mit anderen Wissenschaftlern.

## Bevölkerung
| Jahr                       | 1962 | 1968 | 1975 | 1982 | 1990 | 1999 | 2006 | 2013 | 2021 |
| -------------------------- | ---- | ---- | ---- | ---- | ---- | ---- | ---- | ---- | ---- |
| Einwohner                  | 1130 | 1438 | 1859 | 2112 | 3015 | 4063 | 4746 | 6006 | 6136 |
| Quellen: Cassini und INSEE |      |      |      |      |      |      |      |      |      |

Mit 6356 Einwohnern (Stand 1. Januar 2022) gehört Thoiry zu den mittelgroßen Gemeinden des Départements Ain. Seit Mitte der 1960er Jahre wurde ein markantes Bevölkerungswachstum verzeichnet. Besonders starke Wachstumsraten wurden während der 1980er und 1990er Jahre registriert. In dieser Zeit hat sich die Einwohnerzahl von Thoiry verdoppelt. Außerhalb des alten Ortskerns wurden zahlreiche neue Einfamilienhäuser gebaut.

## Sehenswürdigkeiten
Die Pfarrkirche Saint-Maurice wurde um 1830 im Stil des Neoklassizismus neu erbaut. Sie steht an der Stelle eines wahrscheinlich auf das 9. Jahrhundert zurückgehenden Gotteshauses. In Allemogne befinden sich eine Kapelle und ein ehemaliger Herrschaftssitz.

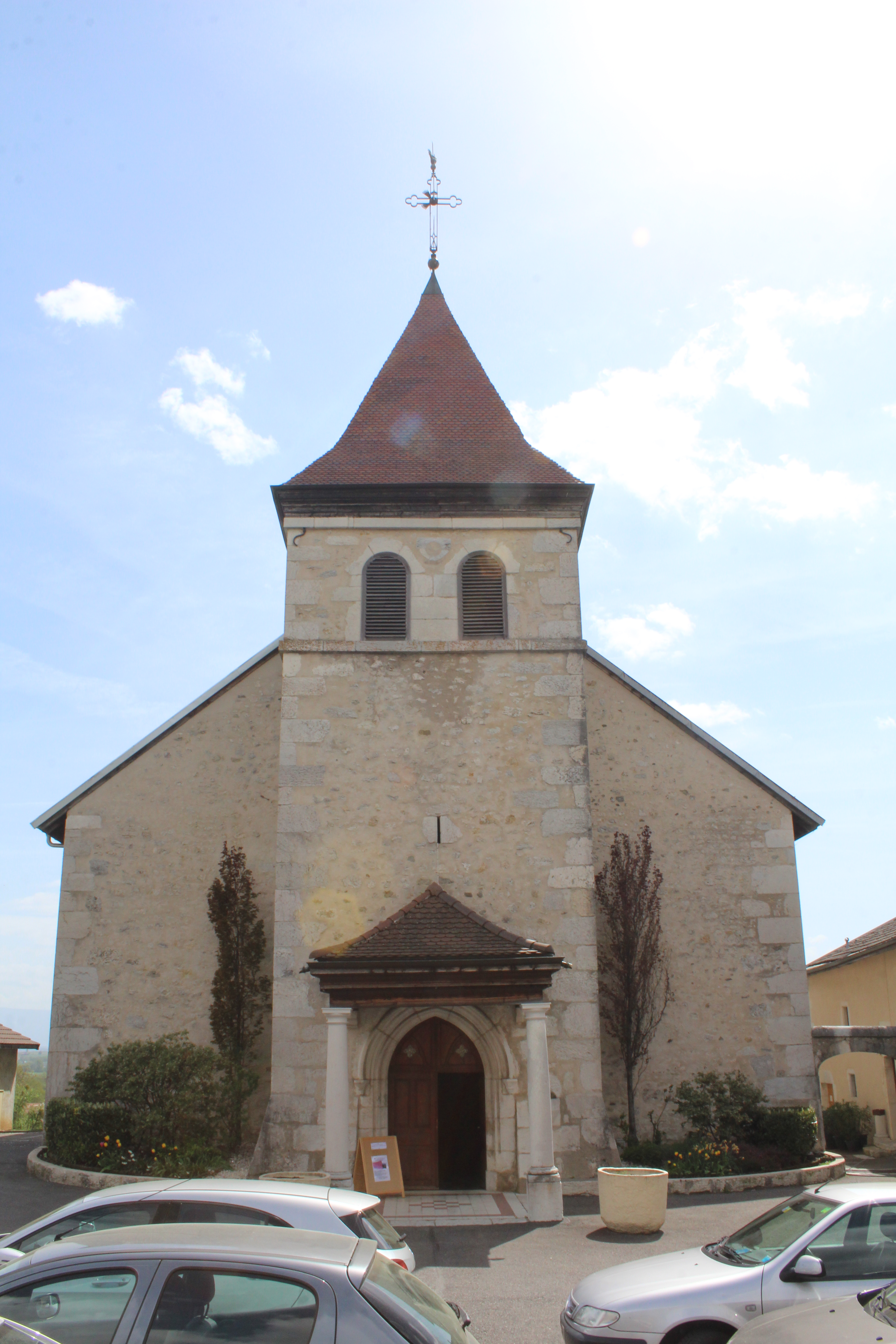
Kirche Saint-Maurice
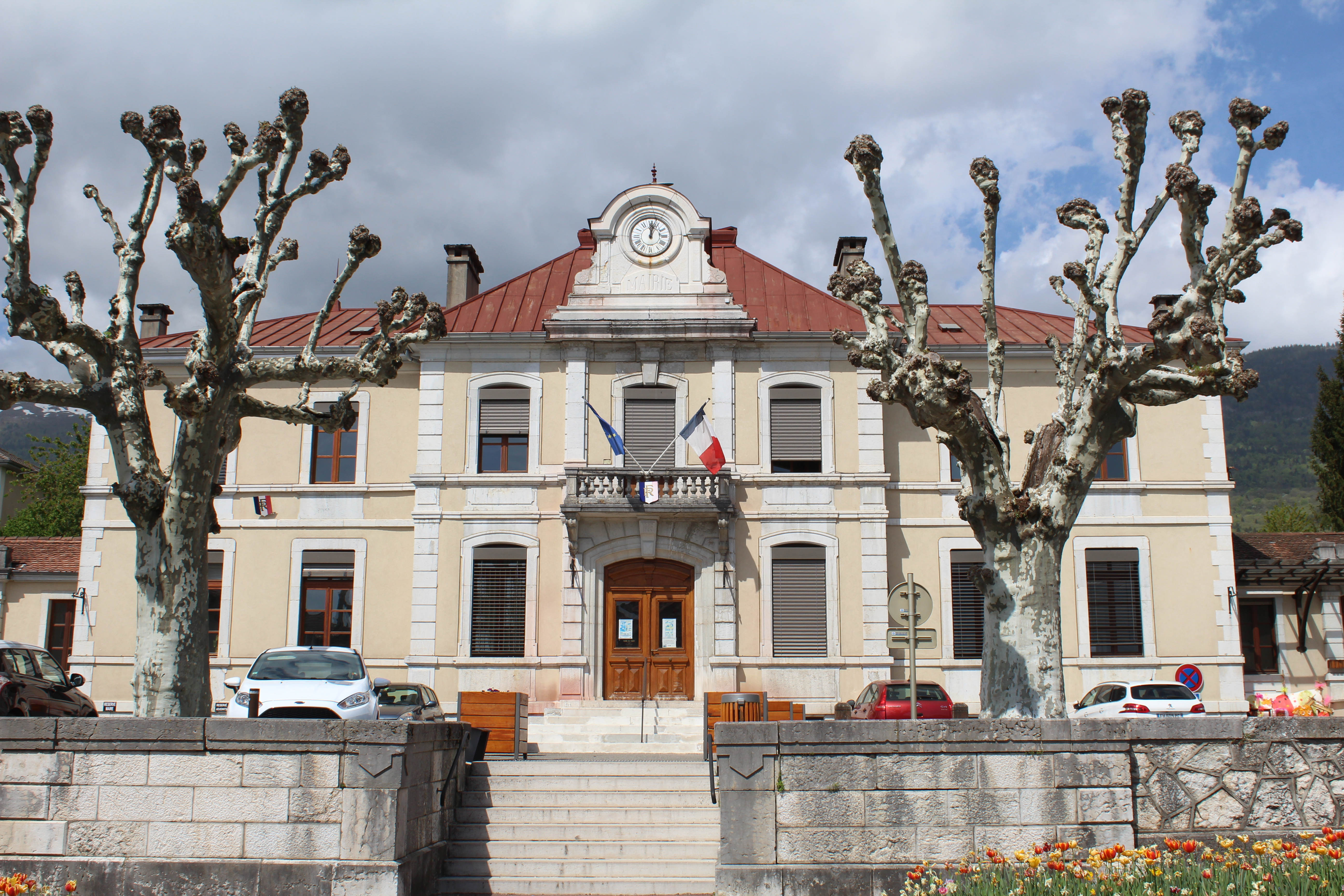
Rathaus (mairie)
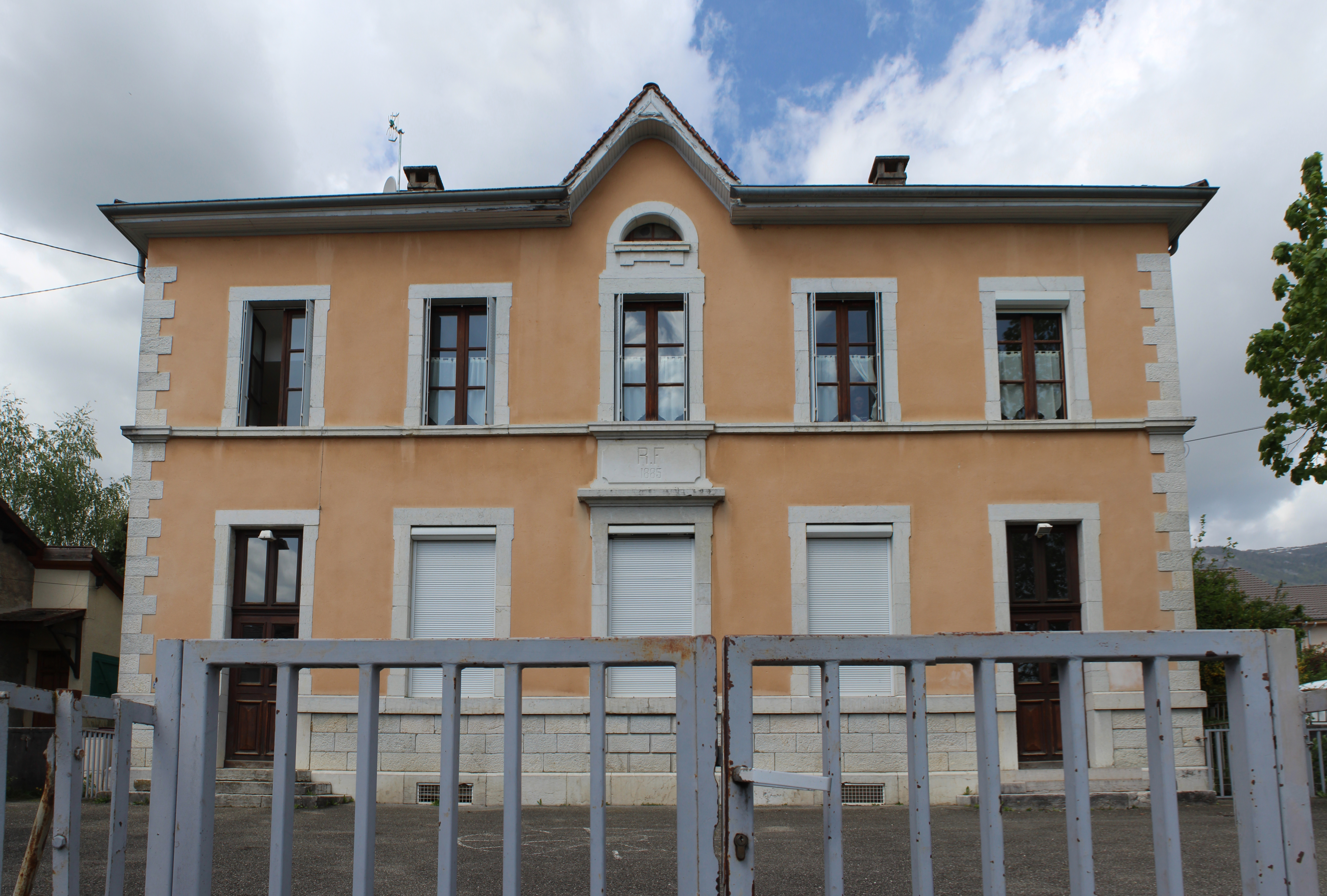
Ehemalige Schule
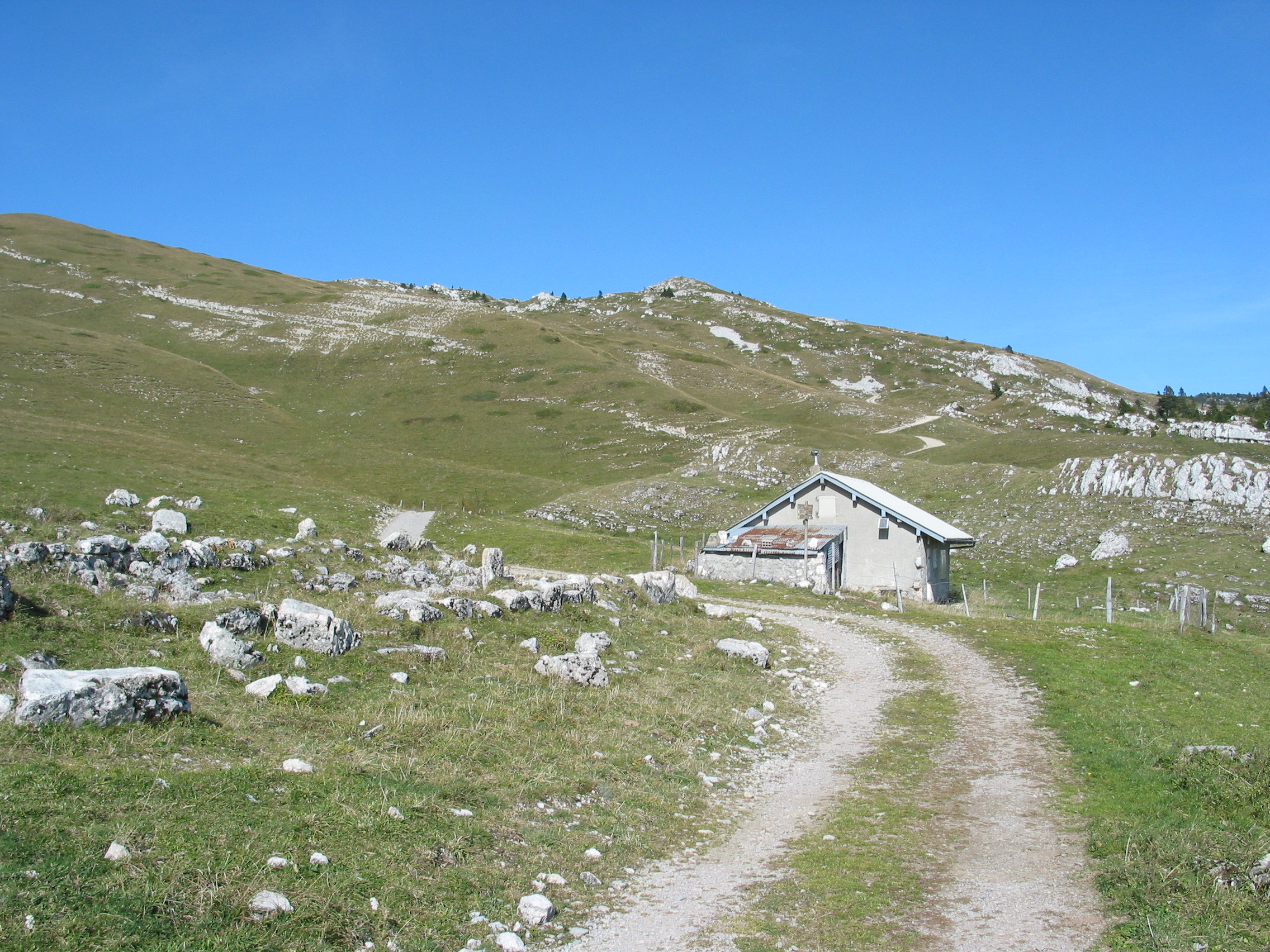
Schutzhütte im Hochjura
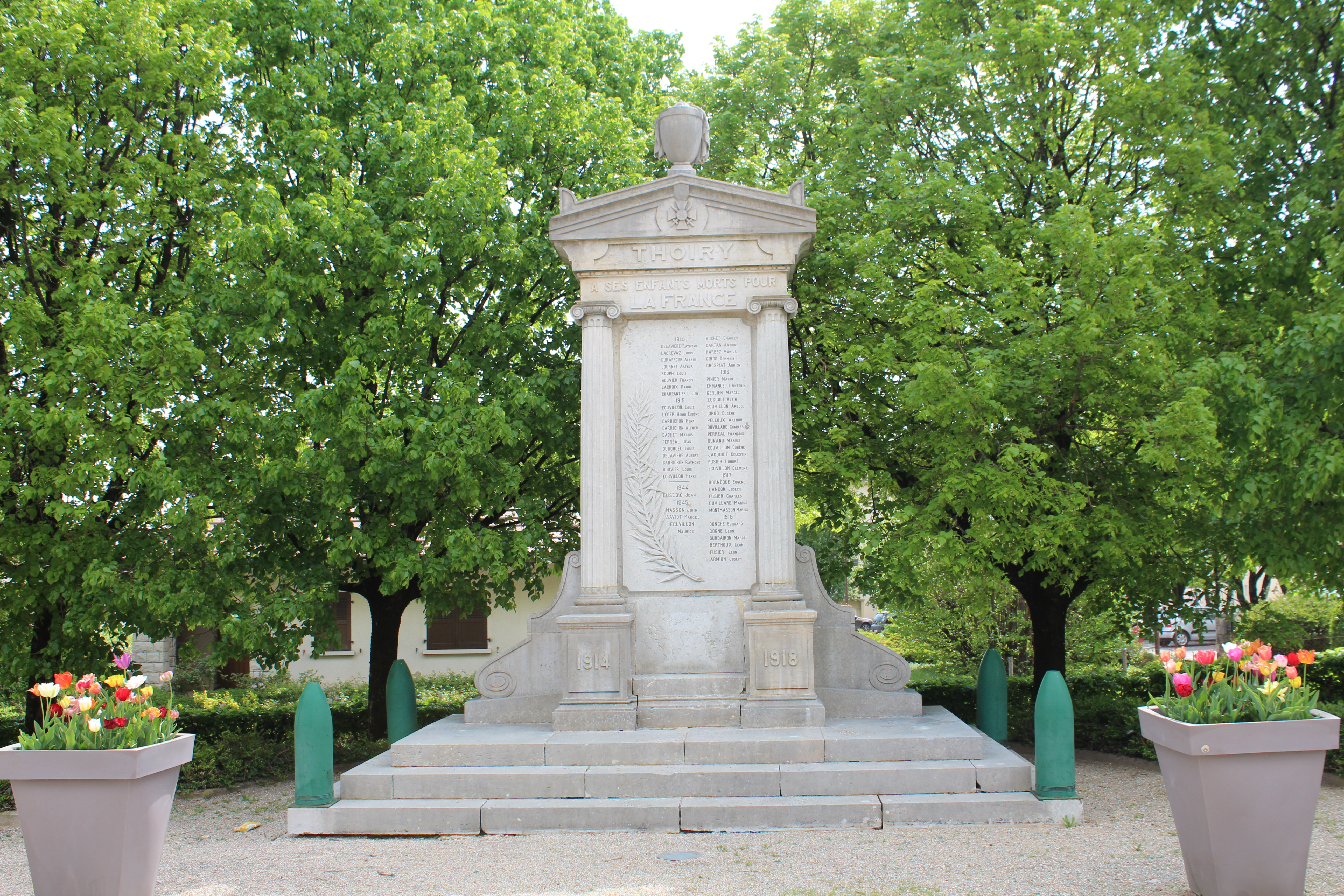
Gefallenendenkmal

## Gemeindepartnerschaft
Seit 2002 besteht eine Partnerschaft mit der deutschen Gemeinde Pfronten.

## Wirtschaft und Infrastruktur
Thoiry war bis weit ins 20. Jahrhundert hinein ein vorwiegend durch die Landwirtschaft geprägtes Dorf. Heute gibt es einige Betriebe des Klein- und Mittelgewerbes. Seit den 1970er Jahren hat sich südöstlich des Dorfes im Nahbereich der Hauptstraße ein Gewerbe- und Industriegebiet entwickelt. Mittlerweile hat sich das Dorf auch zu einer Wohngemeinde gewandelt. Zahlreiche Erwerbstätige sind Wegpendler, die als Grenzgänger in der Agglomeration Genf arbeiten.
Die Ortschaft liegt abseits der größeren Durchgangsstraßen an einer Verbindungsstraße, die von Saint-Jean-de-Gonville entlang dem Jurafuß nach Crozet führt. Die Hauptstraße D984, welche heute zu einer vierspurigen Schnellstraße ausgebaut ist, umfährt Thoiry im Südosten. Weitere Straßenverbindungen bestehen mit Sergy und Saint-Genis-Pouilly. Der nächste Anschluss an die schweizerische Autobahn A1 befindet sich in einer Entfernung von rund 10 km. Die einstige Bahnlinie, die von Bellegarde-sur-Valserine nach Divonne-les-Bains führte und auch Thoiry bediente, wurde stillgelegt. An ihrer Stelle verkehrt heute eine Buslinie.